# Kościół Przemienienia Pańskiego we Wrzosowie
Kościół pw. Przemienienia Pańskiego we Wrzosowie – zabytkowy kościół we wsi Wrzosowo w województwie zachodniopomorskim.
Kościół pochodzi z XIII wieku; został mocno przebudowany na przełomie XV i XVI wieku, natomiast w wieku XIX został poddany powszechnie wówczas przeprowadzanym pracom restauracyjnym. Zachował jednak cechy gotyckie niektórych elementów swej architektonicznej bryły.
Jest to świątynia murowana z cegły i kamienia polnego, tynkowana. Całkowita długość kościoła wynosi 23 m zaś szerokość 11,1 m.

## Cechy architektoniczne
Jest to świątynia jednonawowa, na rzucie prostokąta, z wydzielonym prezbiterium – zakończonym trójbocznie (z otworami okiennymi zakończonymi ostrym łukiem). Od strony północnej dobudowana została niższa, prostokątna przybudówka, w której mieści się zakrystia. 
Od strony zachodniej usytuowana jest prostokątna, trzykondygnacyjna wieża. Jej elewacje szczytowe znajdują się od strony północnej i południowej. Elementami podziału architektonicznego ścian wieży są symetryczne blendy, otwory okienne i małe otwory o formie otworów strzelniczych.
Dach kościoła nad nawą jest dwuspadowy, nad prezbiterium trójspadowy. Nad zakrystią i wieżą dwuspadowy. Wszystkie połacie dachowe pokryte dachówką karpiówką (nad wieżą krycie podwójne, nad nawą i prezbiterium pojedyncze).
Ściany nawy i prezbiterium kościoła opinają przypory na niskich cokołach. Pomiędzy przyporami znajdują się duże, prostokątne otwory okienne, zakończone ostrym łukiem. Jedynie w prezbiterium jest wnęka okienna. Otwory okienne nawy są bez uskoków przy dolnej krawędzi. Ponad nimi znajduje się okno okrągłe. Wejście główne do kościoła usytuowane jest w portalu zachodnim wieży. Portal ma kształt prostokąta z czterema uskokami. Zamknięty jest ostrołukowym trójliściem. Portal boczny znajduje się we wschodnim przęśle nawy od strony południowej. Ma kształt prostokąta z podwójnym uskokiem (zamknięty półkoliście). Otwór drzwiowy do zakrystii (prostokątny) jest umieszczony w elewacji wschodniej.

## Wnętrze kościoła
Wnętrze kościoła stanowi wieża oraz czteroprzęsłowa nawa, zakrystia i prezbiterium. Dolna kondygnacja wieży, nawa, prezbiterium oraz przybudówka przykryte są stropem. W nawie, wieży i zakrystii posadzki wykonane są z terakoty. W ścianie południowej znajduje się ostrołukowy portal (wejście na wieżę). Arkada zakrystii zabudowana jest ścianką drewnianą z przeszkloną górą. W zachodniej części nawy umiejscowiono drewniany, wsparty na kwadratowych słupach, chór muzyczny z organami. Drzwi główne do kościoła są prostokątne z dekoracją maswerkową wpisaną w łuk ostry. Drzwi łączące wieżę z nawą są prostokątne, zamknięte ostrym, łukiem a drzwi w portalu bocznym – prostokątne, zamknięte łukiem półpełnym i ozdobione dekoracją maswerkową.

## Zabytki
Z dawnych dzieł sztuki niewiele zostało, ponieważ kościół podczas wojen XVII w. był wielokrotnie plądrowany. W 1883 roku wybudowano nowe organy z miejscem dla chóru. 
Do bezcennych zabytków sztuki sakralnej, stanowiących od wieków wyposażenie tego kościoła i zachowanych do dziś, należą: chrzcielnica z drzewa dębowego z 1634 roku, drewniana barokowa ambona z figurami przedstawiającymi Apostołów (aktualnie przeniesiona do kościoła w Mierzynie).